# 莲花镇 (兴文县)
莲花镇，是中华人民共和国四川省宜宾市兴文县下辖的一个乡镇级行政单位。

## 行政区划
莲花镇下辖以下地区：
观音寺社区、大坪村、复兴村、高店村、共和村、林园村、高义村、莲花山村、长岭村、水栏村、幸福村、龙凤村和大兴村。